# Pierre Flourens
Pour les articles homonymes, voir Flourens.
Marie Jean Pierre Flourens, né à Maureilhan (Hérault) le 13 avril 1794 et mort à Montgeron (Essonne) le 6 décembre 1867, est un médecin et biologiste français, considéré comme l'un des fondateurs des neurosciences expérimentales. Il joue aussi un grand rôle dans le développement de l'anesthésie.

## Biographie
Pierre Flourens fait ses études de médecine à Montpellier et suit notamment les cours d'Augustin Pyrame de Candolle (1778-1841). Il obtient son titre de docteur en médecine en 1813, mais il préfère se consacrer à sa passion, l'histoire naturelle, et se rend l’année suivante à Paris muni de lettres de recommandation adressées à Jean-Baptiste de Lamarck (1744-1829), Étienne Geoffroy Saint-Hilaire (1772-1844) et Antoine Portal (1742-1832).
Flourens s'engage alors dans des recherches sur la physiologie du système nerveux et connaît un début de notoriété scientifique et intellectuelle, comme en témoigne son invitation par l'Athénée de Paris à donner une série de cours sur la théorie physiologique des sensations, en 1821. À partir de 1825, ses travaux portent sur les effets de lésions chirurgicales du système nerveux. En étudiant avec précision les conséquences sur le comportement, la motricité ou la sensibilité de lésions appliquées au cerveau de lapins, Flourens veut vérifier la théorie du localisationnisme cérébral selon laquelle le cerveau serait composé de régions distinctes impliquées chacune dans une fonction mentale spécifique. Son expertise lui vaut d'être appelé par l'Académie des sciences pour trancher le débat, commandité par l'empereur Napoléon Ier, portant sur la phrénologie de Franz Gall, dont la scientificité est de plus en plus contestée. Sur la base des conclusions de Flourens, l'Académie décide finalement de juger la phrénologie comme infondée scientifiquement. Avec François Achille Longet, il a effectué des expériences concernant les effets de l'éther et du chloroforme sur le système nerveux central des animaux de laboratoire.
En 1833, il décrit la méthode qu'il a mise au point pour observer et étudier le système digestif de moutons vivants en pratiquant une large ouverture aux parois de leur estomac. Cette pratique de la fistulation (ou canulation) ruminale sera étendue en 1854 aux bovins par le vétérinaire Gabriel Colin. On parlera alors de Vache à hublot.
Flourens est élu membre de l'Académie des sciences en 1828 et succède au Collège de France à Georges Cuvier (1769-1832), qui s’est lié d’amitié avec lui. C’est aussi Flourens qui le supplée au Muséum national d'histoire naturelle. En 1830, Cuvier lui fait attribuer les cours d’anatomie humaine au Muséum avant de recevoir la chaire d'Antoine Portal. En 1838, Flourens change de chaire et obtient celle de physiologie comparée.

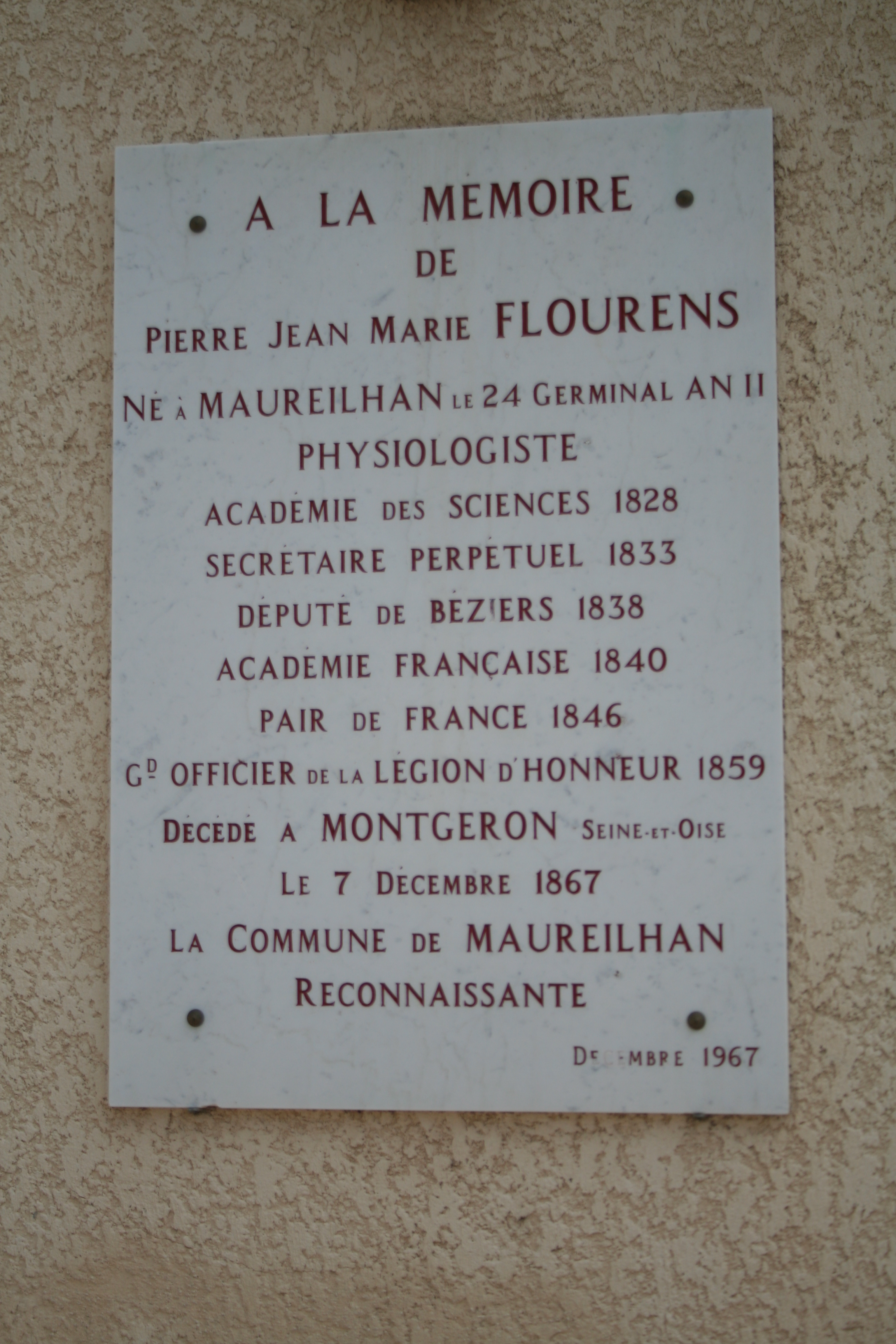
Plaque sur la mairie de Maureilhan.

Il est député de l'Hérault, son département natal, de 1837 à 1839. Mais ses ambitions politiques seront de courte durée car il est battu en 1839.
Cependant, ses réussites scientifiques et intellectuelles sont nombreuses et il reçoit de nombreuses décorations et titres honorifiques :
- en 1832, il devient Secrétaire perpétuel de l'Académie des sciences à la mort de Cuvier ;
- en 1835, il est fait membre étranger de la Royal Society ;
- en 1840, il est élu, devant Victor Hugo, à l’Académie française ;
- en 1841, il est élu membre étranger de l'Académie royale des sciences de Suède ;
- en 1846, Louis-Philippe le fait pair de France ;
- le 2 juillet 1847, il est reçu à l'Académie de Rouen ;
- en 1855, il obtient la chaire intitulée « histoire naturelle des corps organisés[2] » au Collège de France.

Après une attaque, en 1864, il se retire de toute activité publique. Domicilié au Jardin des Plantes de Paris, il meurt, trois ans plus tard, dans sa maison de campagne du hameau de Chalandray dépendant de Montgeron.
Il est inhumé au cimetière du Père-Lachaise de Paris (66e division).

## Famille

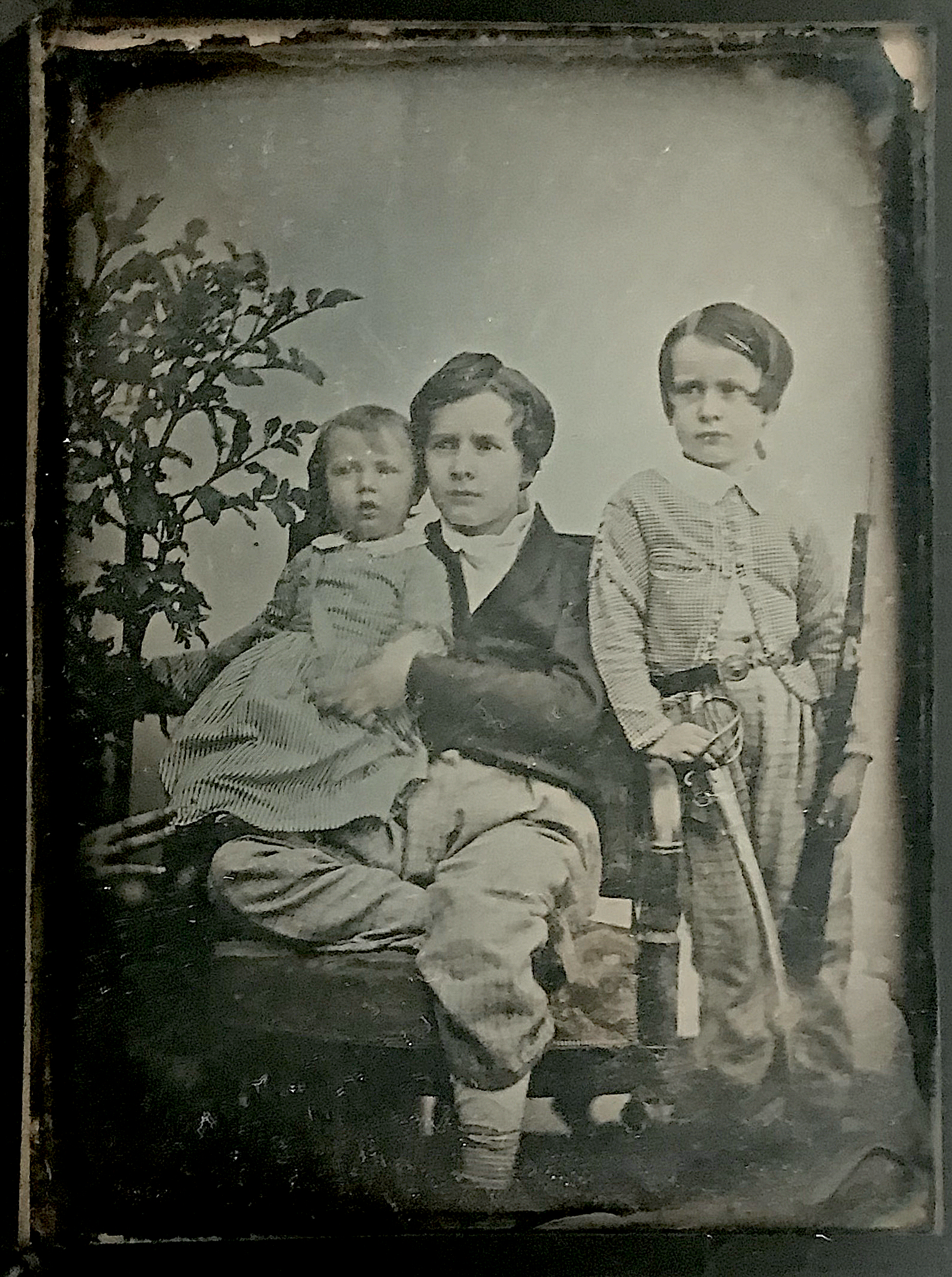
Abel, Gustave et Émile

Marié en 1836 à Aline Adolphe Gabrielle Clément (1807-1879), la fille du général-baron de l'Empire Clément d'Aerzen, Marie-Jean-Pierre Flourens aura trois fils :
- Gustave Flourens (1838-1871), titulaire de la chaire d'anthropologie au Collège de France (mais qui fut interdit d'enseignement à la demande de l'Église catholique romaine), « républicain rouge », opposant de Napoléon III et général de la Commune de Paris, exécuté par un capitaine de l'armée de Versailles pendant la sortie fédérée du 3 avril 1871[6];
- Émile Flourens (1841-1920), ministre des Affaires étrangères de la Troisième République (1886-1888);
- Abel Flourens (1845-1918), haut fonctionnaire[7].

## Opposition au Darwinisme
Flourens fut un opposant au darwinisme et critiqua l'idée de sélection naturelle. En 1864, il rédigea  Examen du livre du M. Darwin sur l'Origine des Espèces. Il a réfuté les arguments de la génération spontanée.
Il s'inscrivit dans la mouvance de la fixité des espèces, reprochant à Charles Darwin de personnifier la nature. Il a soutenu que la sélection naturelle était un terme contradictoire car la nature ne sélectionne pas.

## Postérité
Jules Verne se moque de son ouvrage De la Longévité humaine et de la quantité de vie sur le globe (Garnier frères, 1856) dans le chapitre XVI de son roman Paris au XXe siècle.

## Œuvres et publications
- Recherches expérimentales sur les propriétés et les fonctions du système nerveux dans les animaux vertébrés, Crevot (Paris) , 1824, Texte intégral.
- Cours sur la génération, l'ovologie et l'embryologie, fait au museum d'histoire naturelle en 1836[recueilli et publié par  M. Deschamps], Trinquart (Paris), 1836, 191 p., Texte intégral.

- Recherches sur le développement des os et des dents, Gide (Paris), 1842, 149 p., lire en ligne sur Gallica.
- Anatomie générale de la peau et des membranes muqueuses, Gide (Paris), 1843, 104 p., lire en ligne sur Gallica.
- Mémoires d'anatomie et de physiologie comparées, J.-B. Baillière (Paris), 1844, 101 p., Texte intégral.
- Histoire des travaux et des idées de Buffon, Libraire Hachette (Paris), Seconde édition 1850, (Première édition 1844), VI, 363 p[10].
- Théorie expérimentale de la formation des os, J.-B. Baillière (Paris), 1847, 164 p., lire en ligne sur Gallica.
- Fontenelle, ou De la philosophie moderne relativement aux sciences physiques, Paulin (Paris), 1847, 242 p., lire en ligne sur Gallica.
- Éloge de Blumenbach, Mémoires de l'Académie des sciences (Paris), 1847.
- Examen de la phrénologie, L. Hachette (Paris), 1851, 164 p., lire en ligne sur Gallica.
- De la Longévité humaine et de la quantité de vie sur le globe, Garnier frères (Paris), 1856, 264 p., lire en ligne sur Gallica.
- De la Vie et de l'intelligence, Garnier frères (Paris), 1858, 164 p., lire en ligne sur Gallica.
- Recueil des éloges historiques lus dans les séances publiques de l'Académie des sciences, Garnier frères (Paris), 1856-1862, 3 vol., lire en ligne sur Gallica.
- Des manuscrits de Buffon, Garnier frères (Paris), 1860, 298 p.
- De la Raison, du Génie et de la Folie, Garnier frères (Paris), 1861, 280 p. lire en ligne sur Gallica.
- Ontologie naturelle, ou étude philosophique des êtres, Garnier frères (Paris), 1861 (réédité en 1864 ; Texte intégral).
- De la phrénologie et des études vraies sur le cerveau, Garnier frères, 1863, 304 p., Texte intégral.
- Examen du livre de M. Darwin sur l'origine des espèces, Garnier frères (Paris), 1864, 171 p., lire en ligne sur Gallica.
- Psychologie comparée, Garnier frères (Paris), 1865, 273 p., Texte intégral.
- Avec Georges Cuvier, Ferdinand Hoefer, Alexander von Humboldt, et Charles Lyell. Discours sur les révolutions du globe, Firmin-Didot et Cie (Paris), 1879 Texte en ligne disponible sur LillOnum

## Distinctions
- Grand officier de la Légion d'honneur (1859).